# Blacus aulacis
Blacus aulacis är en stekelart som beskrevs av Van Achterberg 1976. Blacus aulacis ingår i släktet Blacus, och familjen bracksteklar. Inga underarter finns listade.